# 6536 Vysochinska
6536 Vysochinska este un asteroid din centura principală de asteroizi.

## Descriere
6536 Vysochinska este un asteroid din centura principală de asteroizi. A fost descoperit pe 14 iulie 1977 la Observatorul de Astrofizică din Crimeea de Nikolai Cernîh. El prezintă o orbită caracterizată de o semiaxă mare de 2,34 ua, o excentricitate de 0,20 și o înclinație de 6,4° în raport cu ecliptica.